# Oleg Kalachnikov
Pour les articles homonymes, voir Kalachnikov.
Oleg Ivanovitch Kalachnikov (en russe : Оле́г Ива́нович Кала́шников ; en ukrainien : Олег Іванович Калашніков), né le 6 novembre 1962 à Rivne en URSS, et mort assassiné le 15 avril 2015 à Kiev (Ukraine), est un homme politique ukrainien, membre du parti des régions, et député de la Rada.

## Biographie

### Formation
De 1978 à 1980, Oleg Kalachnikov est élève de l'école militaire Souvorov de Tver (ru) ; de 1980 a 1984, il poursuit ses études à l'école supérieure de commandement interarmes de Kiev (ru) dans la spécialité « Commandement et renseignements tactiques ».
De 2001 à 2003, il étudie à l'académie nationale de l'administration publique de Kiev (uk).

## Scandales
En juillet 2007, Oleg Kalachnikov attaque l'équipe de la chaîne STB, qui filme une réunion du Parti des régions. La journaliste Margarita Sitnic l'accuse de l'avoir battue.
Pendant le mouvement de contestation pro-européen de l'Euromaïdan à Kiev entre 2013 et 2014, il recrute des hommes de main, accusés d'être payés par les autorités pour participer à des manifestations pro-Ianoukovitch et persécuter les militants pro-européens.

## Mort
Il est assassiné de onze balles, le 15 avril 2015, devant la porte de sa maison entre 18 et 19 h. Le lendemain c'est le journaliste ukrainien pro-russe Oles Bouzina qui est assassiné de la même façon.
Les deux assassinats sont revendiqués par le groupe « Armée des insurgés ukrainiens », un groupe reprenant le nom d'une organisation fasciste et collaborationniste de la Seconde Guerre mondiale, créée par Roman Choukhevytch.